# Сугатовка
Суга́товка (каз. Сугатовка) — село у складі Шемонаїхинського району Східноказахстанської області Казахстану. Входить до складу Вавілонського сільського округу.
Населення — 571 особа (2021; 746 у 2009, 774 у 1999, 912 у 1989).
Національний склад станом на 1989 рік:
- росіяни — 48 %
- німці — 41 %